# Снежицкий, Виктор Александрович
Ви́ктор Александрович Снежицкий (бел. Віктар Аляксандравіч Сняжыцкі; род. 22 октября 1959 года, деревня Горностаевичи Свислочский район, Гродненская область, Республика Беларусь) — профессор, доктор медицинских наук Гродненского государственного медицинского университета. Член-корреспондент Национальной академии наук Беларуси. Член Совета Республики Национального Собрания Республики Беларусь VI и VII созывов (с 2016 по 2020 гг).

## Биография
Родился 22 октября 1959 года в деревне Горностаевичи Свислочского района Гродненской области.
В 1978 г. поступил на лечебный факультет Гродненского государственного медицинского института, который окончил с отличием в 1984 году.
С 1984 по 1986 прошёл обучение в клинической ординатуре на кафедре госпитальной терапии, а в 1986—1989 в аспирантуре на этой же кафедре. С 1989 по 1995 — ассистент кафедры госпитальной терапии ГрГМИ. В 1990 году защитил кандидатскую диссертацию «Характеристика лёгочной и системной гемодинамики в условиях применения эффективных доз сустака и анаприлина у больных ишемической болезнью сердца».
С 1995 по 2001 — заведующий кардиологическим отделением Гродненского областного кардиологического диспансера. С 2001 по 2006 годы — главный врач Гродненского областного кардиологического диспансера и главный внештатный кардиолог управления здравоохранения Гродненского облисполкома.
С 2004 по 2008 — доцент кафедры госпитальной терапии Гродненского государственного медицинского университета.
В 2006 году защитил докторскую диссертацию «Дисфункции синусового узла (брадикардии, брадиаритмии) : электрофизиологические механизмы патогенеза, классификация, клиника, дифференциальная диагностика». В марте 2008 года присвоено звание профессор.
С января 2006 года — проректор по научной работе Гродненского государственного медицинского университета, с октября 2009 — первый проректор Гродненского государственного медицинского университета.
С июня 2010 года  по сентябрь 2020 года — ректор Гродненского государственного медицинского университета.
В 2011—2013 гг. проходил обучение в Академии управления при Президенте Республики Беларусь по специальности «Государственное управление социальной сферой».
В 2014 году избран членом-корреспондентом Национальной академии наук Республики Беларусь.

## Научная и практическая деятельность
Научные исследования посвящены проблемам диагностики и лечения нарушений ритма сердца, артериальной гипертензии, ишемической болезни сердца, недостаточности кровообращения.
Основоположник и руководитель научной школы Гродненского государственного медицинского университета «Клиническая аритмология». Под руководством В. А. Снежицкого защищено 11 кандидатских диссертаций и 1 докторская диссертация.
Врач-кардиолог высшей квалификационной категории. Врач-консультант Гродненского областного клинического кардиологического центра и профессорско-консультативного центра ГрГМУ. Профессор 1-й кафедры внутренних болезней УО «Гродненский государственный медицинский университет».
Является членом ряда белорусских и зарубежных научных медицинских сообществ:
- Национальная академия наук Беларуси
- президиум правления Белорусского республиканского научного общества кардиологов и терапевтов
- Европейское общество кардиологов
- эксперт Государственного комитета по науке и технологиям Республики Беларусь

С 2010 года — главный редактор «Журнала Гродненского государственного медицинского университета».
Входит в редакционные коллегии и редакционный совет научных журналов: «Вестник Витебского государственного медицинского университета», «Проблемы здоровья и экологии» Гомельского государственного медицинского университета, «Гепатология и гастроэнтерология», «Здравоохранение», «Кардиология в Беларуси», «Медицинские новости», «Лечебное дело» (Беларусь), «Боль. Суставы. Позвоночник», «Клиническая и профилактическая медицина» (Украина), «Medyczna wokanda» (Польша), «Вестник Смоленской государственной академии», «Дневник Казанской медицинской школы» (Россия).
Профессор В. А. Снежицкий — автор более 600 научных работ, в том числе 18 монографий, 12 учебных пособий, 35 патентов, 17 инструкций по применению.

## Награды и звания
- Почетное звание «Заслуженный работник образования Республики Беларусь» (2020)
- Медаль Франциска Скорины (2014)
- Медаль Белорусской Православной Церкви «Святитель Кирилл Туровский» (2011)
- Медаль Федерации профсоюзов Беларуси «100 лет профсоюзному движению Беларуси» (2013)
- Нагрудный знак «Отличник здравоохранения Республики Беларусь» (2007)
- Нагрудный знак «За заслугі ў развіцці галіновага прафсаюзу» Белорусского профсоюза работников здравоохранения (2018)
- Почётная награда международного Красного Креста «Гуманное сердце» (2016)
- Почётная грамота Совета Министров Республики Беларусь (2018)
- Почётная грамота Национального собрания Республики Беларусь (2013)
- Почетная грамота Национальной академии наук Беларуси (2019)
- Почётная грамота Министерства здравоохранения Республики Беларусь (2006, 2007, 2019)
- Почётная грамота Гродненского областного исполнительного комитета (1997, 2006, 2017, 2020)
- Почётная грамота Гродненского областного Совета депутатов (2009, 2017)